# Separación de Panamá de Colombia
La separación de Panamá de Colombia fue un hecho ocurrido el 3 de noviembre de 1903 después de la Guerra de los Mil Días, y desencadenó la proclamación de la República de Panamá, anteriormente un departamento colombiano.
Después de su independencia de España en 1821, el istmo de Panamá pasó a unirse voluntariamente a la Gran Colombia, la cual estaba conformada por los territorios que pertenecieran al Virreinato de Nueva Granada, y que incluía a la Real Audiencia de Panamá. En 1831 con la desintegración de la Gran Colombia, renovó su integralidad en la naciente República de la Nueva Granada, de la Confederación Granadina, de los Estados Unidos de Colombia y finalmente de la República de Colombia, siendo parte de esta última hasta el 3 de noviembre de 1903. 
Para la historiografía panameña, la proclamación de la República de Panamá fue ideada por su clase política quienes basados en una ideología liberal, habían venido construyendo una consciencia nacionalista y autonomista desde finales del siglo XVIII, que tuvo condiciones para materializarse finalmente por la pretensión del Gobierno de Estados Unidos de asegurarse la obra de construcción del Canal de Panamá.
En cambio para la historiografía colombiana, la secesión de Panamá constituyó un atentado contra la integridad político-territorial de la nación que tuvo un impulso decisivo con la invasión naval estadounidense de 1903 bajo el gobierno de Theodore Roosevelt; para así asegurarse este país la obra de construcción del Canal de Panamá,tras un premeditado acuerdo con la oligarquía política istmeña de la época.

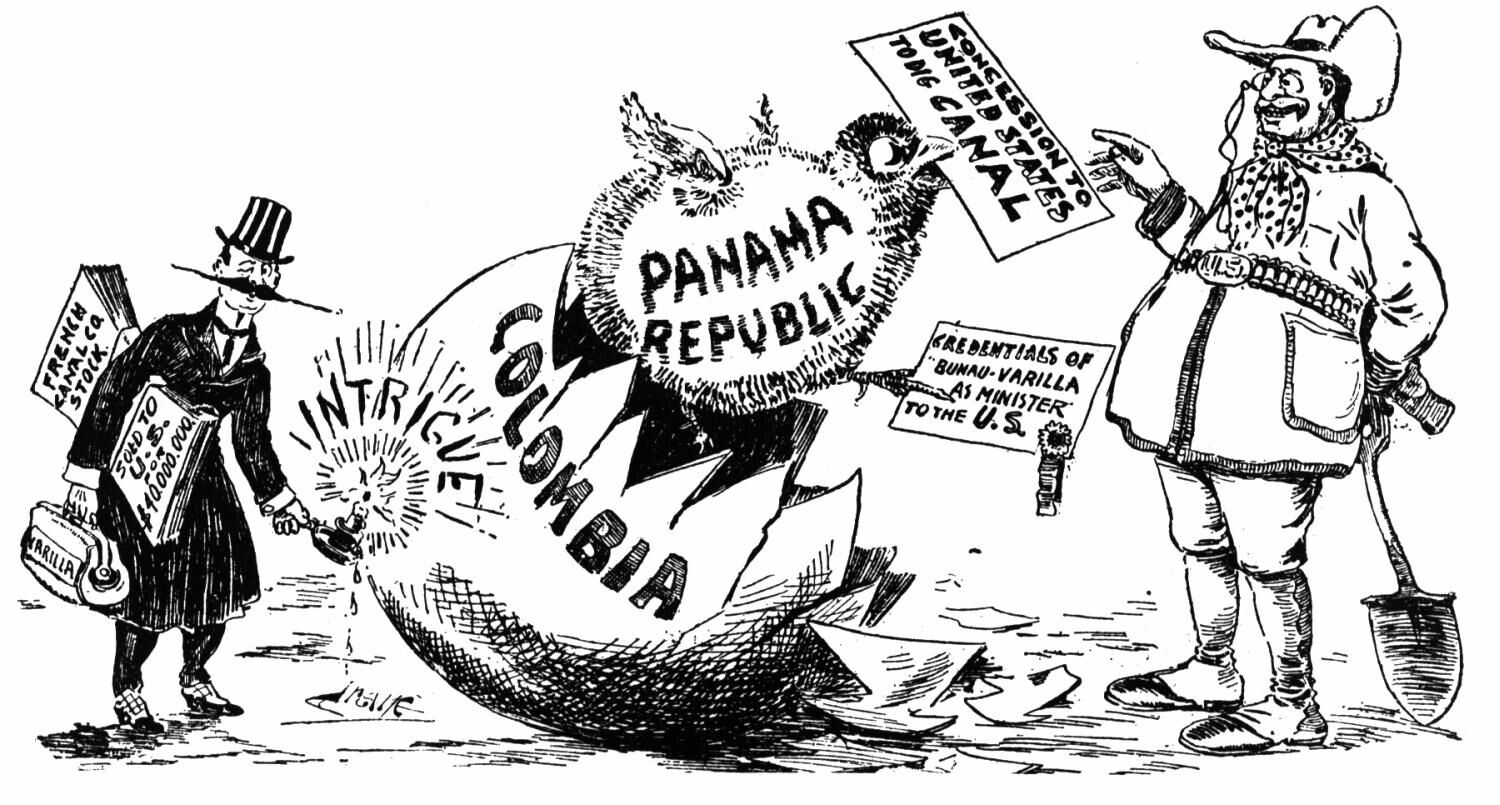
Caricatura de la época publicada en 1903 The New York Times

## Antecedentes

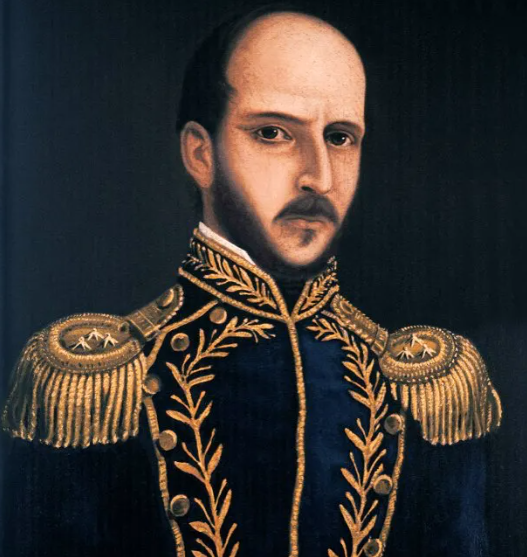
Tomás Herrera, Jefe del Estado del Istmo (Primera república de Panamá) entre 1840-1841.

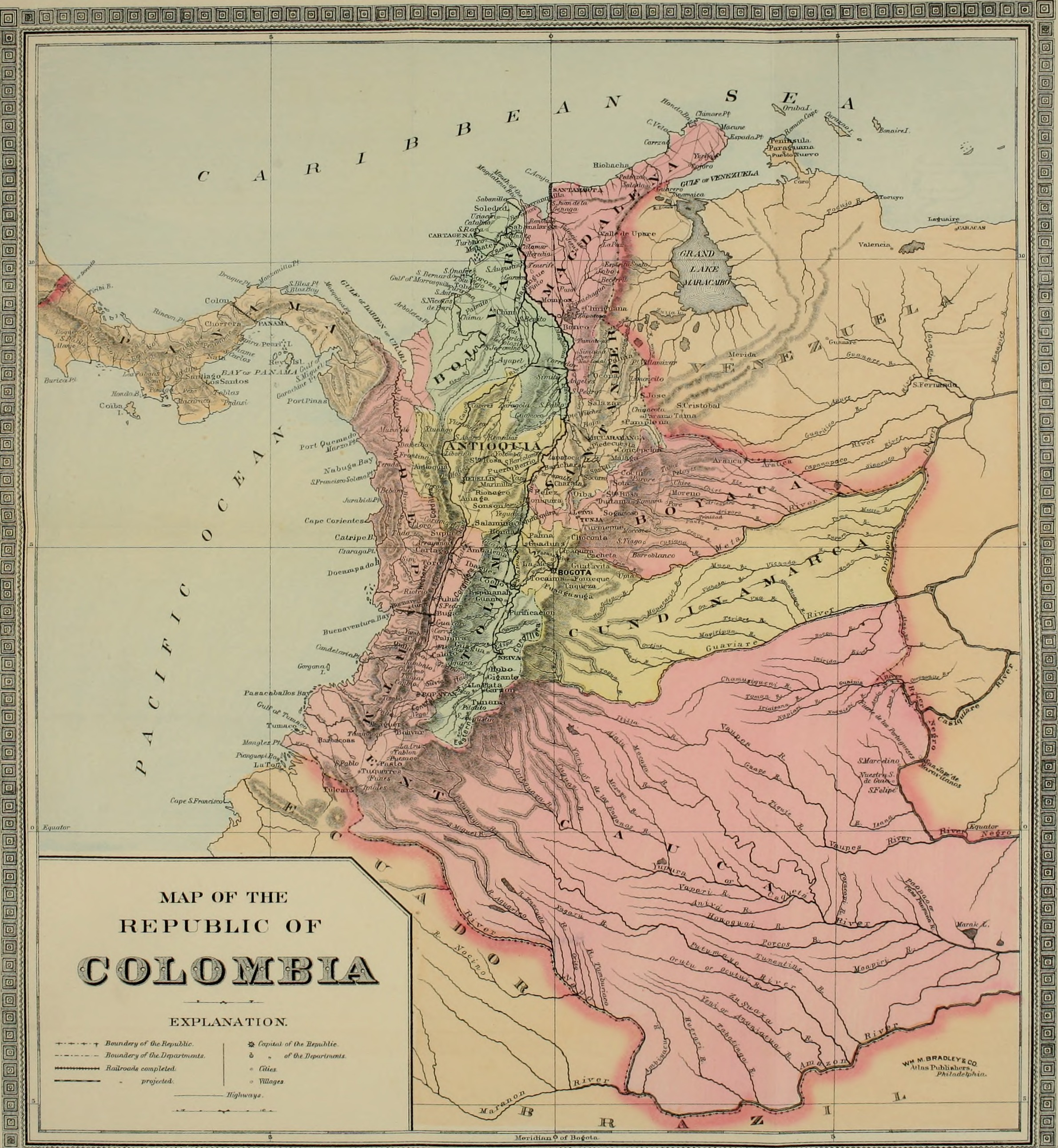
Departamentos de Colombia a finales del.

Declarada la independencia de España, el 28 de noviembre de 1821, los gobernantes de Panamá tomaron la decisión de unirse voluntariamente a la Gran Colombia, Estado extinto conformado en la mayor parte de su territorio por las actuales Colombia, Ecuador, Venezuela y Panamá. Con el entendimiento que se conservaría autonomía de gestión económica y administrativa.
En 1826, año en que se celebró el Congreso Anfictiónico en la capital istmeña, Panamá rechazó la constitución bolivariana, pero esto no fue obstáculo para que en ese año se produjera la primera tentativa de separación de la Gran Colombia. A causa de que el congreso colombiano hacía caso omiso de las solicitudes de franquicias comerciales para el istmo, lo cual frustraba las aspiraciones panameñas, surgió un movimiento separatista para convertir a Panamá en un país hanseático bajo la protección de Reino Unido y los Estados Unidos. El movimiento fue, sin embargo, reprimido por los militares colombianos destacados en el istmo.
Separados de la Gran Colombia, de los departamentos que conformaban las regiones del norte y sur surgieron dos nuevos países denominados Estado de Venezuela y Estado del Ecuador.
Las provincias que geográficamente ocupaban la parte central de la desintegrada Gran Colombia, que en ese entonces comprendía los antiguos departamentos de Boyacá, Cauca, Cundinamarca, Magdalena e Istmo (Panamá) decidieron formar un nuevo Estado.
Mediante el Convenio de Apulo (llevado a cabo el 28 de abril de 1831), el general Rafael Urdaneta, último presidente de la Gran Colombia, entregó el mando a Domingo Caicedo (3 de mayo de 1831). El nombre provisorio adoptado por la república granadina a partir de ese momento, fue proclamado como Estado de Nueva Granada.

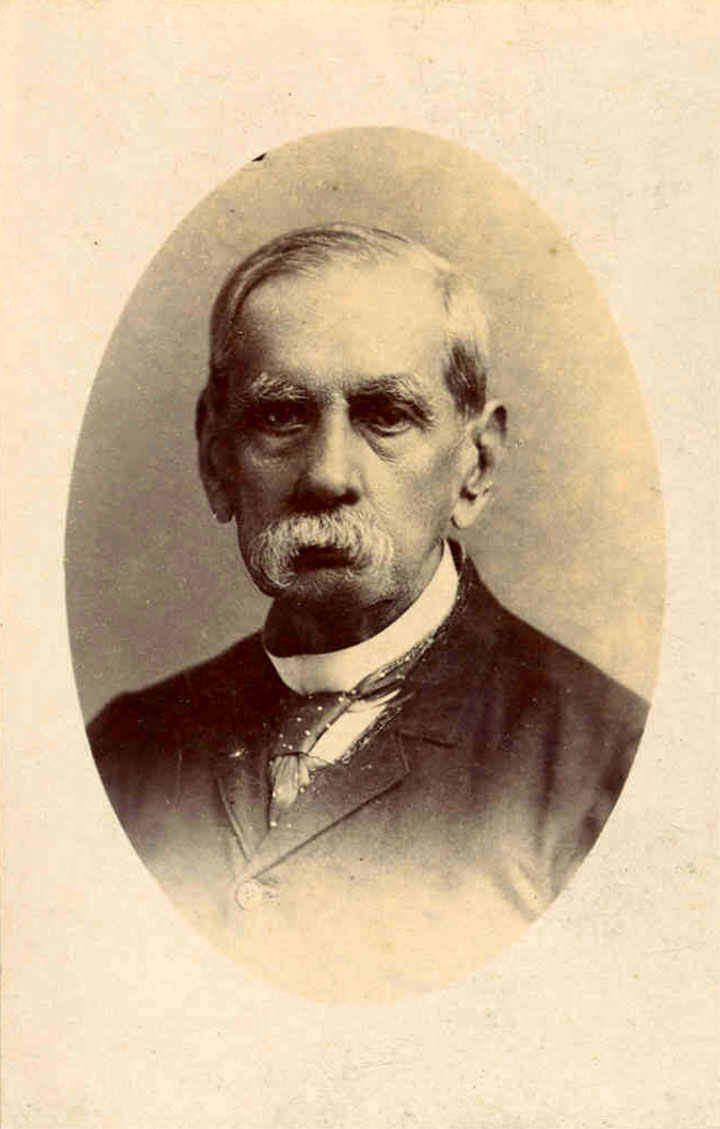
Justo Arosemena considerado el «padre de la nacionalidad panameña».

En algunas ocasiones, militares en el territorio istmeño, conocido como departamento del Istmo bajo el centralismo o estado Soberano de Panamá bajo el federalismo, habían intentado separarse, independizarse del gobierno colombiano o autogobernarse de facto, siendo las más importantes en 1830, 1831 y 1832; entre tanto posteriormente hubo revueltas populares en Colombia (de hecho seis guerras civiles en 82 años). En 1840 y por un año se estableció el Estado del Istmo, haciendo una clara constancia de que se reincorporaría a la Nueva Granada si esta adoptaba el régimen federal; y durante parte de la Guerra de los Mil Días (1899-1902), conflicto civil que devastó a Colombia, nación a la que entonces pertenecía Panamá, aunque en estado de rebelión, pues muchos de sus líderes luchaban en contra del gobierno conservador y a favor del Partido Liberal Colombiano. Entre 1846 y 1848, los gobiernos de la Nueva Granada y los Estados Unidos habían firmado el tratado Mallarino-Bidlack, con el que los Estados Unidos garantizaban la soberanía de la Nueva Granada sobre el istmo. Posteriormente en 1850 y 1868 también se desvinculó el istmo de Colombia, pero una efectiva acción colombiana con apoyo armado de Estados Unidos, restituía el territorio al país, invocando el Tratado Mallarino-Bidlack.[cita requerida] El 21 de noviembre de 1902 en la bahía de Panamá, liberales y conservadores ratificaron el fin del conflicto a bordo del acorazado Wisconsin de la Armada estadounidense, en donde se redactó y finalmente fue firmado el tratado del mismo nombre que puso fin a la guerra. La Guerra de los Mil Días dejó devastado al departamento de Panamá, donde, entre octubre de 1899 y mayo de 1902 hubo más de sesenta combates. El general Victoriano Lorenzo, indígena panameño y jefe de las tropas liberales locales durante la Guerra de los Mil Días, luego de la firma del Tratado de Paz del Wisconsin, que había tenido lugar el 21 de noviembre de 1902, apartemente se corrieron rumores de que las tropas de Victoriano Lorenzo rechazaban el tratado. En tal circunstancia, el general Benjamín Herrera, se reunió con Lorenzo para aclarar los hechos, acordándose que con el fin de que se llevara a cabo una más exhaustiva investigación, Lorenzo quedaría a bordo de una nave fondeada en la Bahía de Panamá. Para el mes de diciembre, nada se resolvía sobre su situación e intentó escapar, siendo apresado y encarcelado esta vez en el cuartel general de las tropas colombianas. Posteriormente se llevó  a cabo, ya en el mes de mayo, un juicio penal en su contra que en menos de 24 horas lo encontró culpable y lo condenó a morir fusilado al día siguiente, 15 de mayo, a pesar de que el Tratado de Paz suscrito entre las partes en conflicto a bordo del Wisconsin, prohibía la aplicación de penas a los que hubieren participado en el conflicto armado. El 25 de julio del mismo año, la imprenta que publicaba el periódico «El Lápiz» fue asaltada por orden del comandante militar de Panamá, el general José Vásquez Cobo, hermano del Ministro de Guerra colombiano, como consecuencia de la narración detallada del fusilamiento y sus protestas. Este suceso contribuyó a aumentar la desconfianza de los liberales panameños hacia el régimen conservador colombiano y a que se unieran a la causa separatista.
En mayo de 1901, los Estados Unidos e Inglaterra habían firmado el tratado Hay-Pauncefote con el que se desconoció la soberanía colombiana en el istmo, al cual se le dio el estatus de “zona de importancia internacional”. El presidente José Manuel Marroquín intentó negociaciones para salvar la soberanía colombiana sobre istmo, y envió a Washington a Carlos Martínez Silva, quien poco después renunció a causa de la gravedad de la situación. Marroquín puso entonces al frente de las negociaciones a José Vicente Concha, quien se enfrentó a un hostil congreso estadounidense. En ese año, el senado de los Estados Unidos aprobó la ley Spooner, que definió que la ruta óptima de un nuevo canal era la de Panamá (y no la de Nicaragua o México),se autorizó al presidente Roosevelt a indemnizar por 40 millones de dólares a la compañía francesa dueña de los derechos, y a obtener a perpetuidad una faja de tierra de 5 km de ancho a cada lado del canal. Concha rechazó la propuesta dejando en claro que la soberanía de Colombia en el istmo no estaba en discusión, y solicitó el aumento de la suma ofrecida a Colombia para ceder a Estados Unidos la concesión del canal una vez la compañía francesa hubiese vendido sus derechos. Concha terminó renunciando a causa de la intención de Marroquín de aceptar las condiciones de los Estados Unidos, por lo que el presidente lo reemplazó por Tomás Herrán, quien aprovechó la ratificación de Alemania de construir el canal para firmar el tratado Herrán–Hay (22 de enero de 1903), con el que Estados Unidos concedió a Colombia lo que había solicitado Concha al congreso estadounidense.

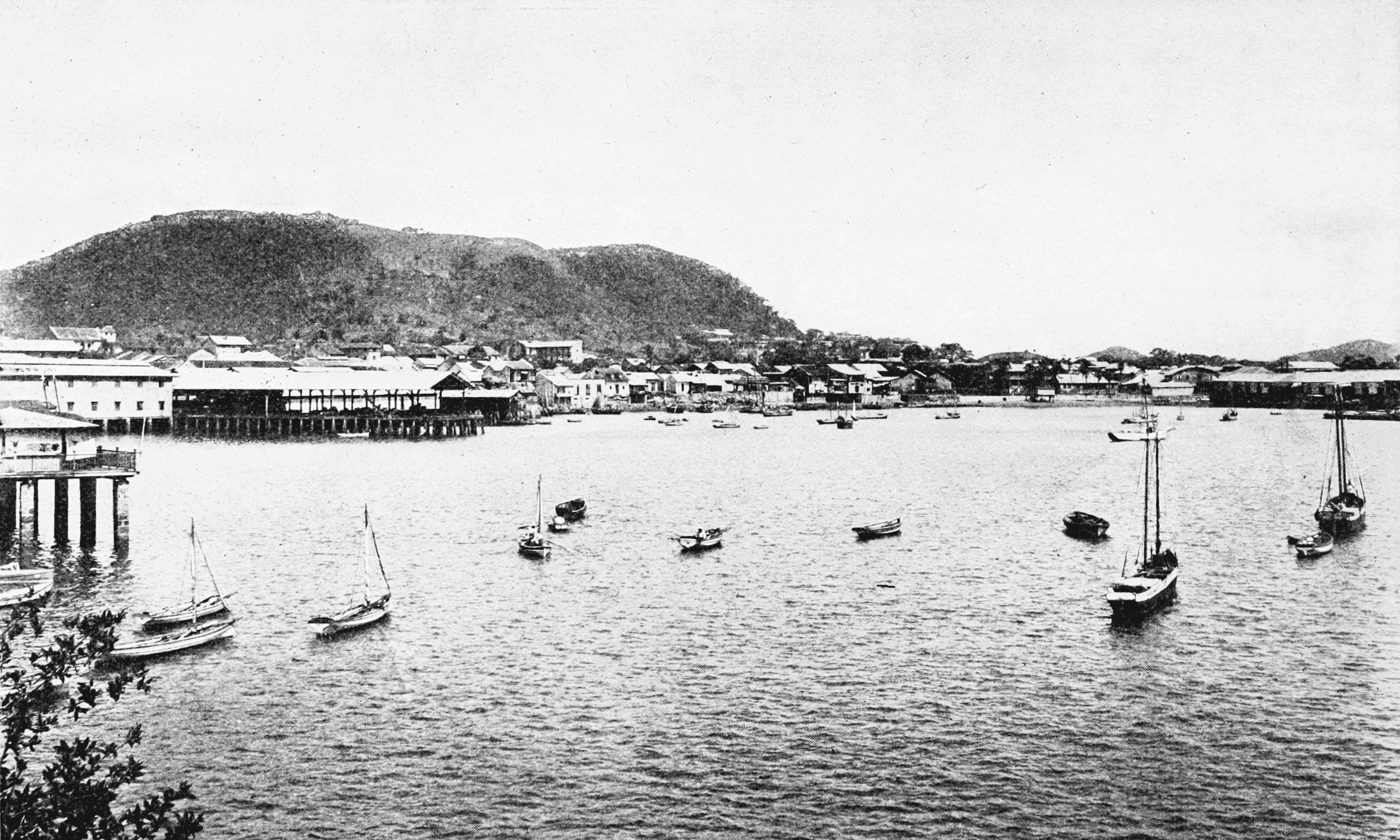
La Ciudad de Panamá en 1902, año en que terminó la Guerra de los Mil Días. Este conflicto afectó el departamento de Panamá, siendo una de las causas del movimiento separatista.

El tratado Herrán–Hay fue atacado en el Senado por el expresidente Miguel Antonio Caro, principal opositor de Marroquín. Caro convenció al congreso de que el Tratado Herrán-Hay era lesivo para los intereses y la soberanía de Colombia, y logró el voto mayoritario en contra del tratado el 18 de agosto, lo que originó un escándalo mundial. Los banqueros estadounidenses, liderados por el magnate J. Pierpont Morgan, se decidieron a apoyar la independencia de Panamá y el 27 de octubre se produjo una invasión armada por Penonomé (cita). Los directores de la compañía del ferrocarril de Panamá compraron a varios líderes panameños y al general Esteban Huertas (?), jefe de la Guardia colombiana. En julio de 1903, un hermano de Alfredo Vásquez Cobo, Ministro de Guerra de Colombia, el jefe militar de Panamá, José Vásquez Cobo, dio un golpe en el Istmo y depuso al gobernador, Facundo Mutis Durán. Marroquín, en vez de sancionar al golpista, nombró gobernador a José Domingo de Obaldía. El gobierno de Marroquín (quien nunca conoció el mar), hizo caso omiso de los rumores de separación a tal punto que el 3 de noviembre de 1903, Pablo Arosemena despachó a Marroquín un telegrama desde Ciudad de Panamá dando un parte de normalidad en el istmo. En la mañana del mismo día, un movimiento de dirigentes panameños apoyados por una gran parte de la población proclamó la independencia y constituyó la República de Panamá, la cual fue reconocida por los Estados Unidos al día siguiente y con la que establecieron relaciones el 6 de noviembre, día en que llegó a Bogotá la noticia de la separación.

## Inicio

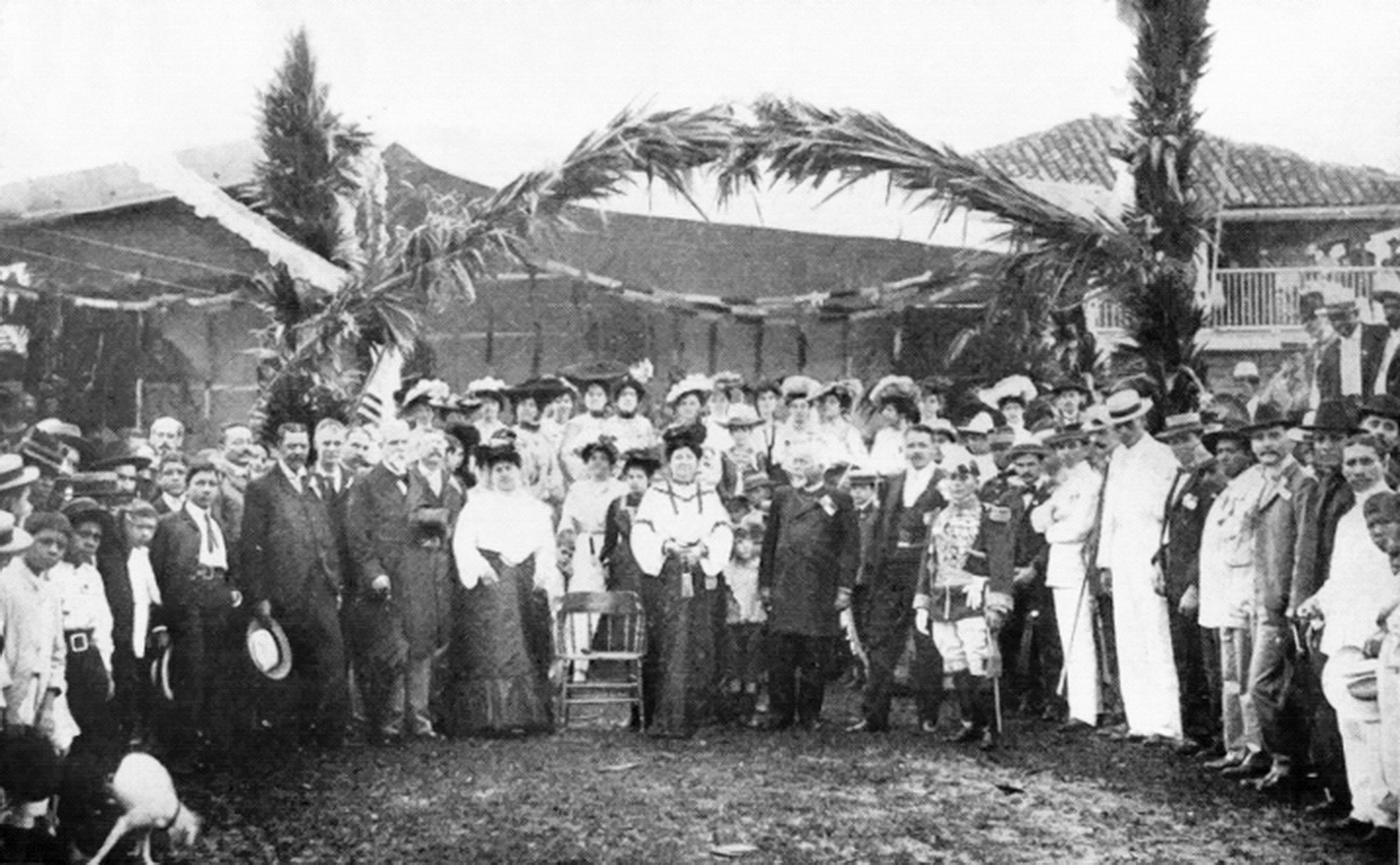
Bautizo de la Bandera de Panamá realizado el 20 de diciembre de 1903.

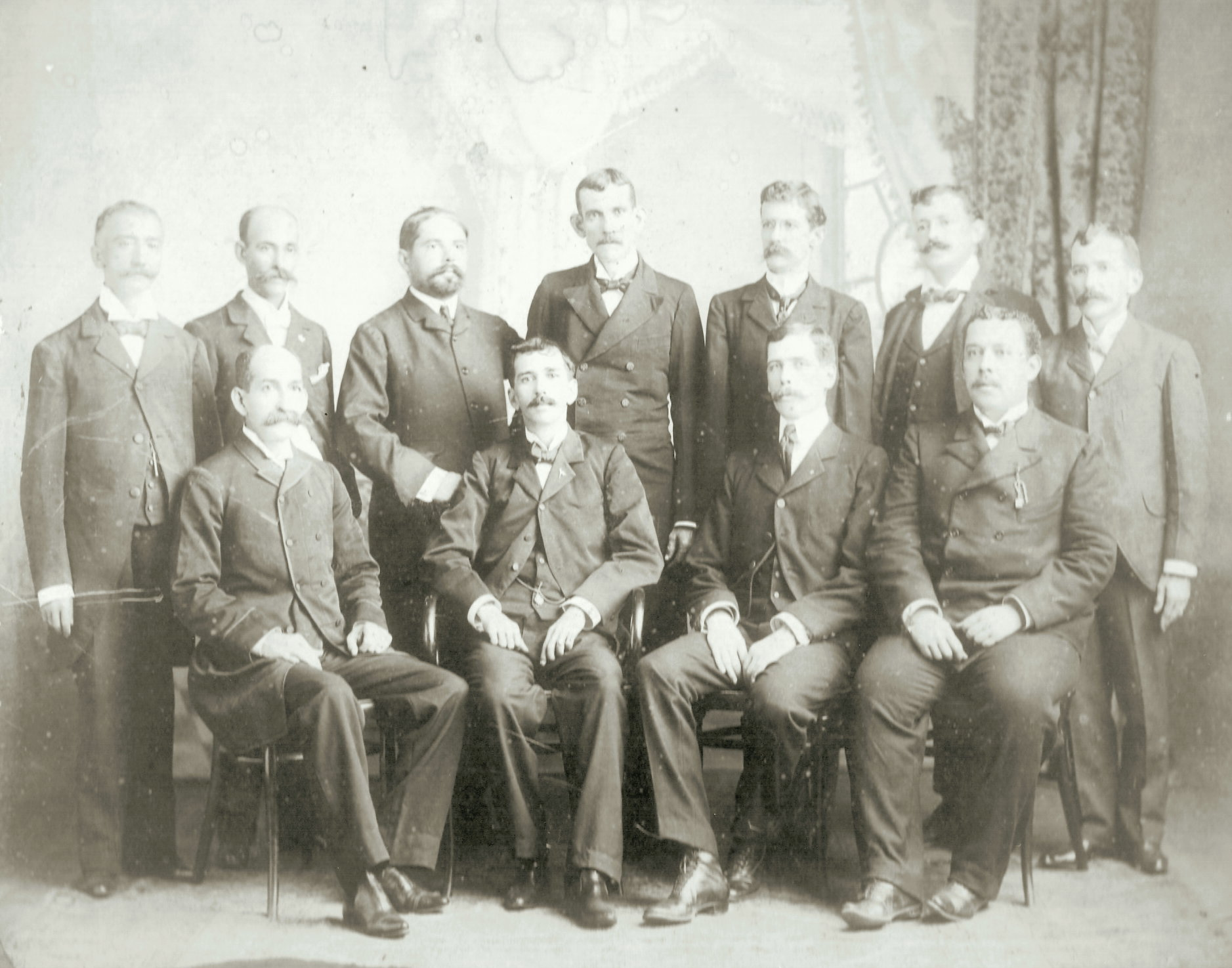
Concejo Municipal de 1903, quien declaró la separación de Panamá de Colombia.

Caricatura titulada "Vete pequeñín, y no me molestes" aparecida en el New York World, en 1903.

José Domingo de Obaldía sería nombrado gobernador de Panamá, este cargo ya lo había desempeñado con anterioridad. 
José Agustín Arango, político istmeño, empezó a trabajar en secreto en la preparación del movimiento separatista. Una junta revolucionaria clandestina se formó en torno suyo para planificar una revolución destinada a consolidar la separación del Istmo de la soberanía colombiana, para negociar directamente con Estados Unidos la construcción del canal. La red conspirativa estaba conformada aparte del propio Arango, por Manuel Amador Guerrero, médico; Nicanor de Obarrio, militar y general del ejército paraguayo (?) y por otros como Ricardo Arias, Federico Boyd, Carlos Constantino Arosemena, Tomás Arias, Isabelina Rojas y Manuel Espinosa Batista. Pero la parte operativa, la de mayor riesgo, le tocó a Amador Guerrero, quien viajó a Estados Unidos en busca de apoyo para el plan, ya que las fuerzas norteamericanas habían ayudado en el pasado al ejército colombiano.[cita requerida] También obtuvo en Panamá el apoyo de importantes jefes liberales y el apoyo del comandante militar Esteban Huertas.
Con todos estos apoyos, se concertó la puesta en marcha del plan separatista para un día no definido del mes de noviembre de 1903. Sin embargo, un rumor generado en Colombia estuvo a punto de dar al traste con el plan. Informes recibidos daban cuenta de una supuesta invasión nicaragüense al Istmo por la región de Calovébora, sobre la costa norte panameña. Este informe, y los rumores insistentes sobre algo que se tramaba en Panamá, hicieron que Colombia movilizara al Batallón Tiradores desde Barranquilla. El comandante de ese batallón traía secretamente instrucciones para reemplazar a José Domingo De Obaldía y al general Esteban Huertas, en quienes ya no se confiaba en Bogotá.

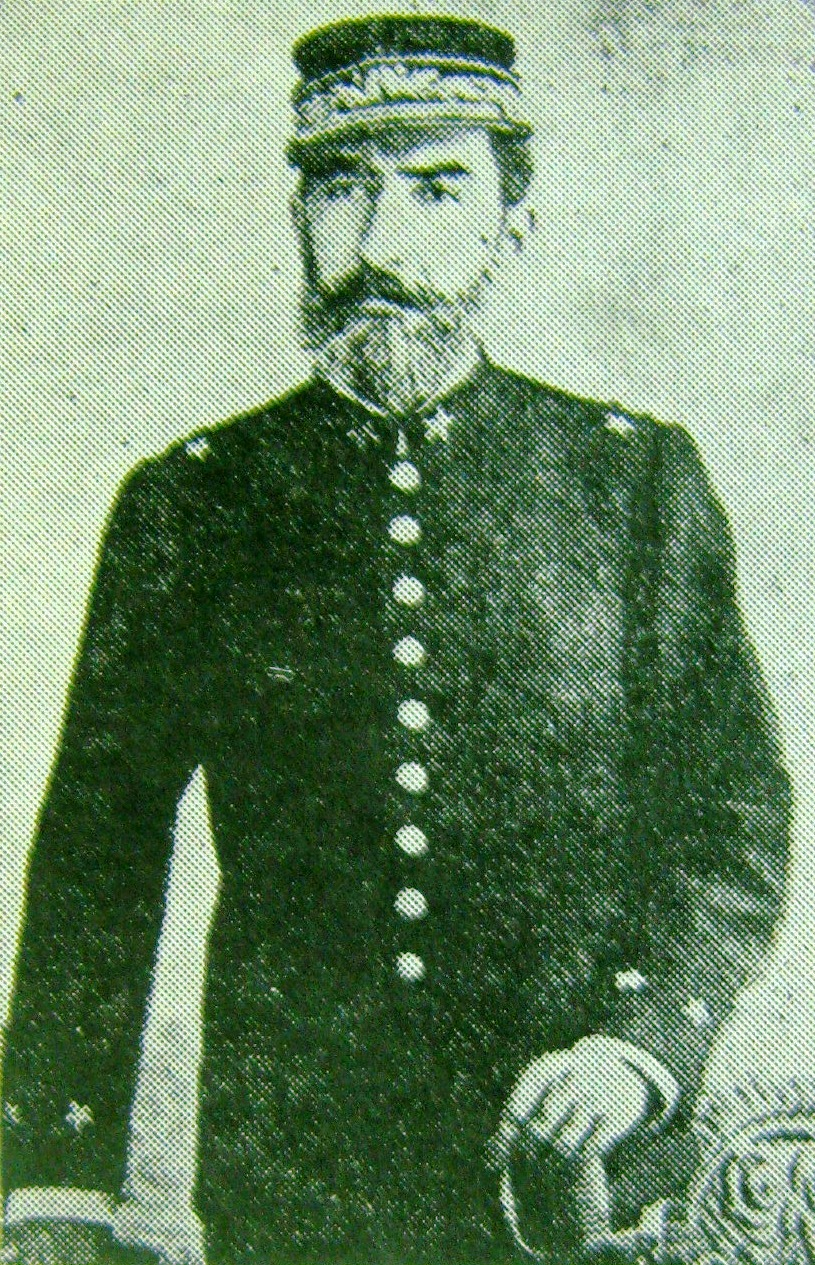
El general colombiano Juan B. Tovar

El Batallón Tiradores, al mando del general Juan B. Tovar y Ramón G. Amaya, llegó a la ciudad de Colón en la mañana del 3 de noviembre de 1903. No tuvo problemas para desembarcar, pero su transporte hacia la ciudad de Panamá sufrió muchos contratiempos por la complicidad de las autoridades del Ferrocarril transístmico con los conjurados, entre ellas el superintendente estadounidense J.R. Shaler. Después de muchas excusas, el Estado Mayor pudo desplazarse hacia la capital. En Colón quedó la tropa bajo el mando del coronel Eliseo Torres.
Una vez llegados a Ciudad de Panamá, Juan B. Tovar y sus otros oficiales fueron arrestados por instrucciones del general Esteban Huertas, quien estaba al mando del Batallón Colombia, cuya jefatura pretendía reemplazar al recién llegado general.
Al enterarse de la inminente acción revolucionaria, el comandante John Hubbard del buque estadounidense «Nashville», entonces en las aguas del puerto y quien había retrasado previamente el desembarco de las tropas colombianas en Colón, procedió a impedir su transporte y cualquier desembarco posterior, argumentando que debía respetarse la "neutralidad" del ferrocarril, un argumento que las autoridades norteamericanas habían empleado en anteriores ocasiones en sentido contrario.[cita requerida]
Apresado el contingente militar colombiano y congelada la movilización de las tropas en Colón, se apresuraron las acciones para declarar la separación del Istmo. La Junta Revolucionaria procedió entonces a declarar esa misma tarde, la separación del Istmo. Algunos panameños asaltaron las armerías y tomaron las armas, pero no fue necesario usarlas. Por representar a la autoridad colombiana fue puesto bajo custodia el gobernador José Domingo de Obaldía.
Una escuadrilla naval anclada en la bahía de Panamá fue obligada a rendirse sin oponer resistencia. El Concejo Municipal se reunió bajo la Presidencia de Demetrio H. Brid (autoridad máxima en el territorio panameño ante el surgimiento de un gobierno de facto), y proclamó en un acta de voluntad del pueblo de ser libre y de establecer un Gobierno propio, independiente,  y soberano bajo el nombre de República de Panamá. Demetrio H. Brid se convirtió entonces en el Primer Presidente de facto de la recién formada República de Panamá, nombrando el 4 de noviembre de 1903 a la Junta de Gobierno Provisional que se encargaría de la administración del Estado hasta que la Convención Nacional Constituyente en febrero de 1904 designara a Manuel Amador Guerrero como el primer Presidente Constitucional de la República de Panamá.

## Consecuencias

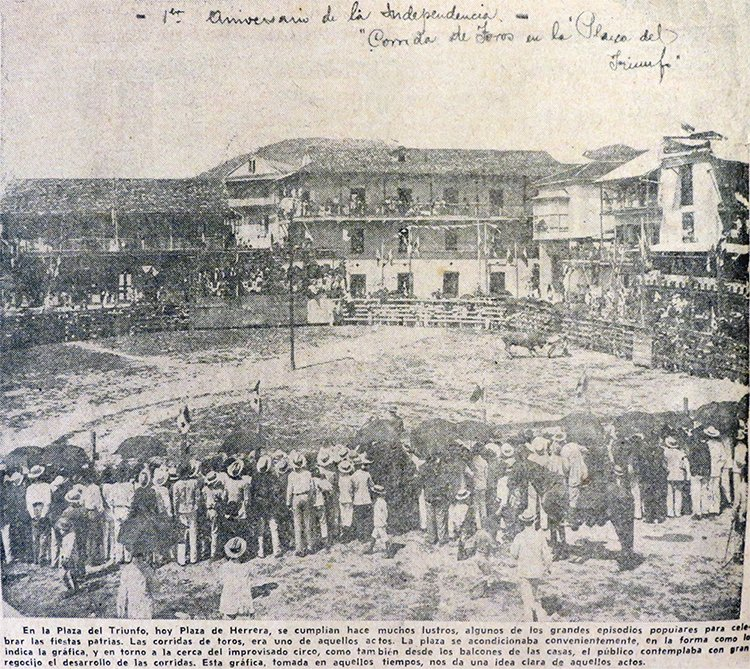
Celebración realizada el 3 de noviembre de 1904 en la plaza del Triunfo, en ocasión del primer aniversario de fundación de la República de Panamá.

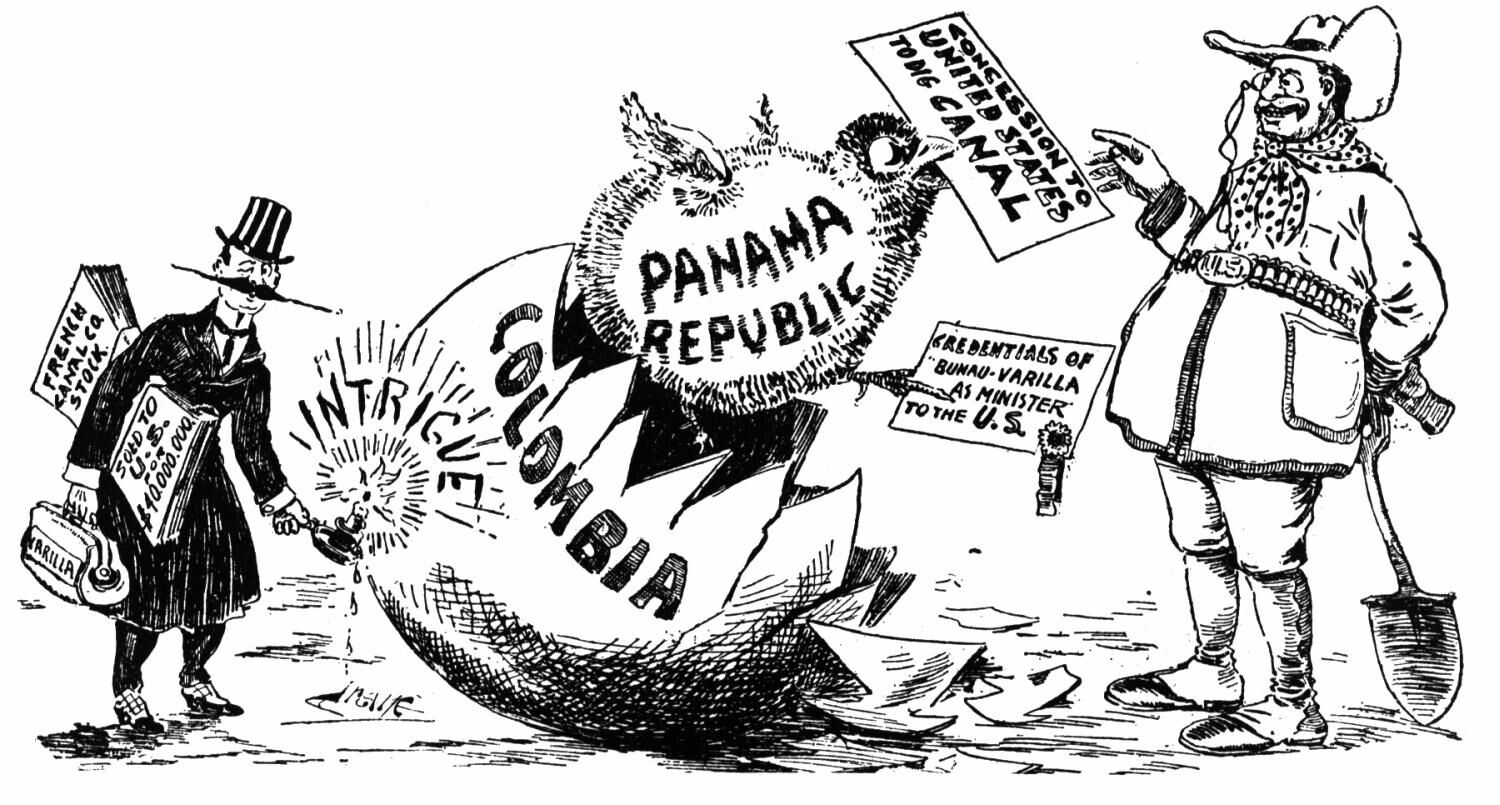
Caricatura del Sunday Times, de 1903, mostrando a Philippe Bunau-Varilla como el verdadero hombre tras la emancipación de Panamá y el primer beneficiario de la transacción del traspaso de la Compañía Francesa del Canal a manos de EE. UU.

El 13 de noviembre de 1903 Estados Unidos reconoce formalmente a la República de Panamá (después de haberla reconocido extraoficialmente del 6 al 7 de noviembre), Francia lo haría al día siguiente y antes de finalizar noviembre, otros quince países de América, Europa y Asia lo harían también.
Para el 18 de noviembre de ese mismo año, el secretario de Estado estadounidense, John Milton Hay, firma en unión de Philippe Bunau-Varilla un tratado para la construcción del Canal de Panamá, aunque fue muy controvertido por la celeridad con que fue aprobado y porque Bunau-Varilla se había propuesto a sí mismo como representante del gobierno panameño. El tratado fue ratificado después por la Junta Provisional del Gobierno de Panamá y por el Senado de Estados Unidos.
En Colombia, la noticia de la separación de Panamá no fue conocida hasta el 6 de diciembre en Bogotá. La razón dada para explicar el atraso fue que el cable submarino que hacía posible las comunicaciones entre las dos regiones se había dañado en esos días.
Fue el embajador de Colombia en Ecuador, quien hizo llegar la noticia al gobierno colombiano, que ocultó la noticia por algunos días, para prevenir los posibles disturbios que ocurrirían en Bogotá.
Hubo entonces dos clases de respuesta: enviar a Panamá una misión diplomática para averiguar si los panameños estarían dispuestos a echar marcha atrás. También se ofrecía a reconsiderar el tratado Herrán-Hay, rechazado por el Senado colombiano, e inclusive hasta se prometía convertir a la Ciudad de Panamá en la capital de Colombia.
La misión se reunió a bordo del navío estadounidense USS Mayflower. La delegación panameña que estaba formada por Constantino Arosemena, Tomás Arias y Eusebio A. Morales, rechazó todas las propuestas.
Colombia envía entonces otra delegación del más alto nivel, en la cual sobresalían el general Rafael Reyes, Pedro Nel Ospina, Jorge Holguín y Lucas Caballero. Panamá estuvo representado de nuevo por Constantino Arosemena y Tomás Arias, ahora acompañados por Carlos A. Mendoza, Nicanor de Obarrio y Antonio Zubieta. Las reuniones se desarrollaron en el barco Canadá, de dicho país. No hubo acuerdo entre los representantes y Rafael Reyes regresó a los Estados Unidos.